# Strijdom van der Merwe
Strijdom van der Merwe (Meyerton, Gauteng, 2 de juny de 1961) és un artista d'art natura (o "Land Art") sudafricà.
Van der Merwe crea les seves obres amb materials que troba a prop. Entre els materials que fa servir, es troben roques, sorra, aigua i pedra. Atorgant formes geomètriques a aquests elements, crea un contrast entre la seva obra i l'entorn, creixement i destrucció. Les obres de Van der Merwe són sovint molt 'lliures' en el sentit que és capaç de respondre a la natura, però dins del context de "la natura té un impacte més gran damunt de tu, que tu damunt de la natura". El lloc, i els materials que ofereix, es revelen a l'artista mentre camina – dins un bosc, o al llarg d'una platja, o en el Karoo. Només llavors les idees i els mètodes de treball es comencen a desenvolupar. És un procés de treball amb el material natural trobat in situ. Res és planejat prèviament – tot es improvisat segons va fent.
Van der Merwe va estudiar art a la Universitat de Stellenbosch, Sud-àfrica, i després va estudiar impressió en Utrecht i escultura a Praga. També va ser un artista a temps complet a l' Institut Kent d'Art i Disseny en Canterbury, Anglaterra. Les obres de Van der Merwe són freqüentment exhibides en galeries pertota Sud-àfrica. Ha fet encàrrecs per tot el món, incloent Turquia, França, Bèlgica, Suècia, Japó, Itàlia i Austràlia.
Va fer exposicions i comissions amb invitació a Corea del Sud, Turquia, Bèlgica, França, Suècia, Lituània, Japó, Austràlia, Alemanya, Anglaterra i Itàlia. Va dur a terme moltes exposicions personals en diverses galeries d'art en els últims anys i la seva feina ha estat comprats per col·leccionistes privats i col·leccionistes públics. Va ser encarregat escultures pels següents: Europo Parkos a Lituània; Parc d'Art d'Art Sella, Borgu Falsugano a Itàlia; Terra Flotant, Brisbane, Austràlia. El 2002, va ser el co-conservador del primer Spier Outdoor Sculpture Biennale conjuntament amb el Jan Marais Nature Reserve en Stellenbosch.
La seva escultura commemorativa, Reconciliació (2001) a les Nacions Unides Cementiri Commemoratiu en Busan, Corea del Sud, va ser creada com a part del Simposi d'Escultura Internacional.
Van der Merwe és co-fundador del primer Art Biennale de Sud-àfrica, donant artistes la plataforma i l'oportunitat de comprometre's amb l'art en el paisatge. El primer biennale va ser a Plettenberg el 2011, i el segon biennale, l'agost del 2013.

## Premis
- Destinatari d'una subvenció de la Fundació Jackson Pollock-Krasner.
- Medalla d'Honor de l'Acadèmia sudafricana d'Arts i Ciència.
- Nomenat pel premi Daimler Chrysler d'escultura en Public Spaces 2008